# رضوان (محافظة المويه)
مركز رضوان أحد المراكز الإدارية التابعة لمحافظة الموية التابعة لإمارة منطقة مكة المكرمة.

## وصف المركز
يبعد المركز عن محافظة الموية 66 كيلو متر باتجاه الجنوب الغربي وعن مركز محافظة الطائف حوالي 110 كيلو متر بإتجاه الشمال الشرقي، نوع الطريق أسفلت. خدمات التعليم: مدرسة رضوان الابتدائية ومدرسة رضوان المتوسطة ومدرسة رضوان الثانوية (ذكور)، درسة رضوان الابتدائية ومدرسة رضوان المتوسطة ومدرسة رضوان الثانوية (إناث). أما الخدمات الصحية فيوجد في المركز مركز رعاية صحية أولية، بالإضافة لوجود مركز إداري ودفاع مدني وشرطة ومرور وخدمة بلدية وخدمة بريد وهاتف وبث تلفزيون. يتبع للمركز قريتان هما:
- مشاش الناصفة.
- السليمان.